# Superluna

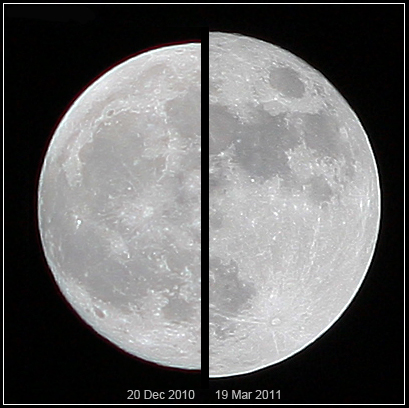
A destra la superluna del 19 marzo 2011, rispetto alla luna di medie dimensioni (sinistra) del 20 dicembre 2010

Una superluna (o super-luna) è la coincidenza di una Luna piena con la minore distanza tra Terra e Luna. L'effetto è un aumento delle dimensioni apparenti della Luna vista dalla Terra. È tuttavia poco probabile che la differenza appaia evidente a occhio nudo. Il termine "superluna" non è un termine strettamente astronomico, in quanto la definizione scientifica per il momento del massimo avvicinamento della Luna alla Terra è perigeo lunare. L'associazione della Luna con le maree oceaniche ha portato a credere che in presenza di una superluna ci possa essere un rischio maggiore di eventi come terremoti ed eruzioni vulcaniche. Tuttavia, tali timori sono ritenuti molto poco convincenti e, secondo gli scienziati, solo le maree potrebbero essere leggermente più ampie rispetto alla norma, senza comunque portare conseguenze evidenti.
Il 23 giugno 2013 si è avuta la più vicina e grande luna piena del 2013; nel 2014 il fenomeno ha avuto la massima visibilità il 10 agosto, in coincidenza con la notte di San Lorenzo.
Nella notte di domenica 13 novembre 2016 e lunedì 14 c'è stata la luna più grande degli ultimi 60 anni: infatti, l'ultima con tali dimensioni c'è stata nel 1948.
La possibilità di distinguerla a occhio nudo è comunque molto limitata, dal momento che la differenza massima tra superluna e microluna equivale a un pallone da calcio visto da 72 metri (superluna) o da 80 metri (microluna) di distanza.

## Definizione
La distanza della Luna dalla Terra varia ogni mese ed è compresa approssimativamente fra 356 410 km e 406 740 km a causa dell'eccentricità orbitale della Luna rispetto alla Terra.
La definizione scientifica per il momento del minimo avvicinamento della luna a Terra è perigeo lunare; secondo la NASA una superluna è fino al 14% più grande e al 30% più luminosa di come appare durante la maggior parte delle volte.

## Calendario delle superlune fra il 1950 e il 2050
Ogni anno si verificano, di media, dalle quattro alle sei superlune.
Qui di seguito le date delle più notevoli comprese fra il 1950 e il 2050:
- 10 novembre 1954
- 20 novembre 1972
- 8 gennaio 1974
- 26 febbraio 1975
- 2 dicembre 1990
- 19 gennaio 1992
- 8 marzo 1993
- 10 gennaio 2005
- 12 dicembre 2008
- 30 gennaio 2010
- 19 marzo 2011
- 23 giugno 2013
- 12 luglio 2014
- 10 agosto 2014
- 8 settembre 2014
- 28 settembre 2015
- 14 novembre 2016
- 3 dicembre 2017
- 2 gennaio 2018     coincidenze[quali?]
- 31 gennaio 2018    coincidenze[quali?]
- 19 febbraio 2019
- 9 marzo 2020
- 26 maggio 2021
- 21 gennaio 2023
- 25 novembre 2034
- 13 gennaio 2036